# Traisentalradweg

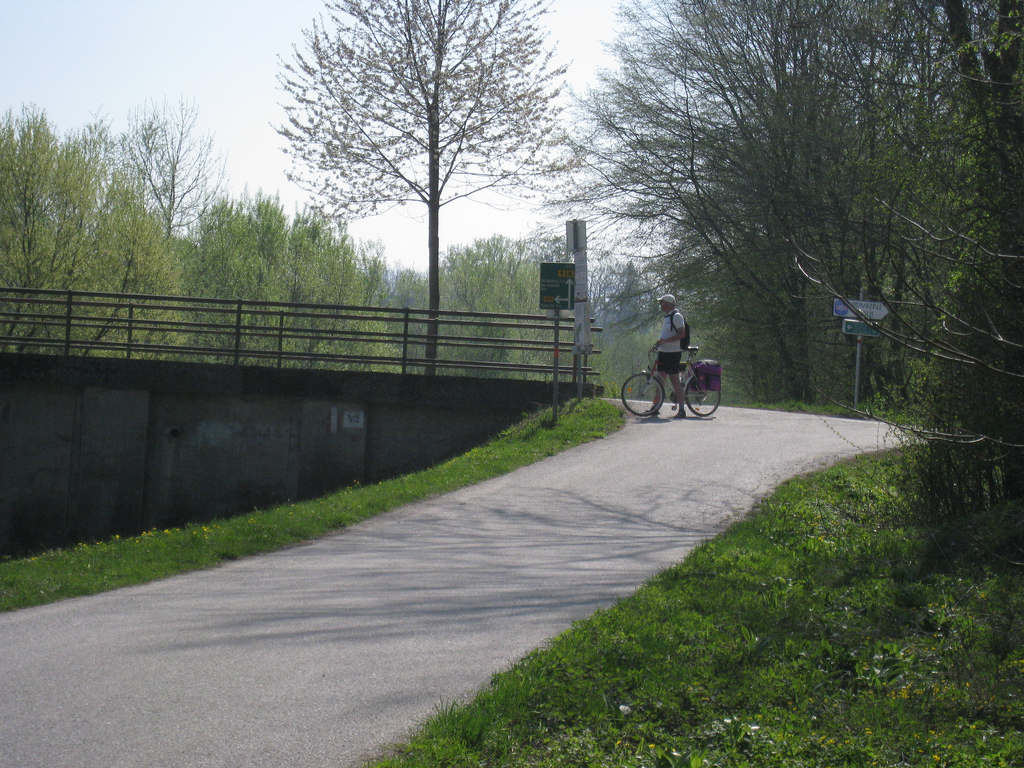
Traisentalradweg

Der Traisentalradweg ist ein 111 Kilometer langer Radwanderweg, der am 10. Juni 2007 eröffnet wurde. Er führt von Traismauer im Bezirk Sankt Pölten-Land über St. Pölten und Lilienfeld entlang der Traisen bis nach Mariazell und ist eine beliebte Radroute. Den Reiz der Strecke bildet der landschaftliche Kontrast zwischen den sanften Weinbergen bei Traismauer und der Bergwelt der Mostviertler Alpen mit deren Gebirgswäldern und -seen.

## Streckenführung
Der Traisentalradweg zweigt beim Marinehafen in Traismauer vom Donauradweg ab. Von hier führt die Strecke über Traismauer (km 2,5) entlang der Traisen bis nach Einöd, wo die Traisen überquert wird, nach Herzogenburg (km 11,4).
Kurz vor Herzogenburg (bei St. Andrä) mündet der Traisental-Donauradweg vom Donaukraftwerk Altenwörth kommend in den Traisentalradweg ein.
Vorbei an Ratzersdorfer und Viehofner See und St. Pölten mit dem Regierungsviertel (km 23,4) geht es weiter über Ochsenburg (km 31,7), Wilhelmsburg und Marktl nach Lilienfeld (km 46,2).
Von hier führt der Weg über Schrambach nach Freiland (km 54,1), Innerfahrafeld, Hohenberg (km 63,2), Mitterbach und St. Aegyd (km 73,4).
Die ca. 5 km lange Strecke zwischen St. Aegyd und Kernhof verläuft auf der Trasse der Leobersdorfer Bahn, die in diesem Abschnitt 1988 eingestellt wurde. Ab hier steigt die Strecke auf einer Länge von vier Kilometer bis zur Passhöhe Gscheid (km 83,8) an (maximale Steigung bis zu 18 %), und dann auf den Michelbühel (L101, 999 m ü. A.), damit ist der höchste Punkt des Radweges erreicht. Von Ulreichsberg (km 91,3) führt der Weg über die Landesgrenze in die Steiermark, vorbei am Hubertussee und entlang der Walster bis nach Mariazell (km 107,1).

## Ausbau und Markierung
Die ersten Kilometer sind eine gut befahrbare Schotterpiste, der Rest ist asphaltiert, meist entlang von Radwegen, selten auf Überlandstraßen.
Die Strecke von Traismauer bis Kernhof ist leicht zu befahren, von Kernhof bis Mariazell ist die Strecke schwieriger, da ein großer Höhenunterschied zu bewältigen ist.
Bergauf sind es etwa 975 Höhenmeter, bergab 320 Höhenmeter. Für einen durchschnittlichen Radfahrer sind etwa 8,5 Stunden Fahrtzeit zu kalkulieren.
Eine Möglichkeit besteht auch darin, mit der Mariazellerbahn bis nach Mariazell zu fahren und die Strecke retour zu befahren, oder als leichteste Variante nur von Kernhof nach Traismauer, da es dabei stets leicht bergab geht.
Die Strecke ist durchgehend gut beschildert.
Vom ADFC wurden der Strecke im Jahr 2009 vier Sterne zuerkannt (max. fünf Sterne). Diese Bewertung bedeutet bereits ein besonderes Radfahrerlebnis.

## Sehenswürdigkeiten
Entlang des Traisentalradweges befinden sich eine Reihe bedeutender Sehenswürdigkeiten:
- Schloss Traismauer
- Stift Herzogenburg
- Freizeitgelände am Ratzersdorfer See
- St. Pölten: Regierungsviertel, Kulturbezirk, Altstadt
- Geschirrmuseum Wilhelmsburg
- Stift Lilienfeld
- Kameltheater Kernhof
- Hubertussee
- Basilika Mariazell